# Bill Hinzman
Bill Hinzman (* jako Scott William Hinzman; 24. října 1936 – 5. února 2012) byl americký filmový režisér a herec. Nejvíce se proslavil rolí ve filmu Noc oživlých mrtvol z roku 1968. Zemřel na rakovinu ve věku 75 let.